# Llista de consorts reials de Lleó
La llista de consorts reials de Lleó conté els consorts dels monarques del regne de Lleó (910-1230). Abasta des del regnat de Garcia I, primer rei després del repartiment del regne d'Astúries entre els fills d'Alfons III, fins a la unió amb el regne de Castella en la persona de Ferran III de Castella a través del matrimoni d'Alfons IX de Lleó i Berenguera de Castella.
| Nom                                            | Període                | Rei                    | Nota                                                                              | Ref.                   |
| Dinastia asturlleonesa                         | Dinastia asturlleonesa | Dinastia asturlleonesa | Dinastia asturlleonesa                                                            | Dinastia asturlleonesa |
| ---------------------------------------------- | ---------------------- | ---------------------- | --------------------------------------------------------------------------------- | ---------------------- |
| Nuna Muñoz                                     | 910-914                | Garcia I               |                                                                                   | [ 1 ] [ 2 ]            |
| Elvira Menéndez                                | 914-921                | Ordoni II              |                                                                                   | [ 3 ] [ 4 ]            |
| Aragonta González                              | 922-923                | Ordoni II              | Repudiada.                                                                        | [ 5 ] [ 6 ]            |
| Sança de Pamplona                              | 923-924                | Ordoni II              |                                                                                   | [ 7 ] [ 8 ] [ 9 ]      |
| Urraca bint Abd-Al·lah                         | 924-925                | Fruela II              |                                                                                   | [ 10 ] [ 11 ] [ 12 ]   |
| Ònnega de Pamplona                             | 925-931                | Alfons IV              |                                                                                   | [ 13 ] [ 14 ]          |
| Adossenda Gutiérrez                            | 931                    | Ramir II               | Parenta del monarca. Repudiada el 931.                                            | [ 15 ] [ 16 ]          |
| Urraca Sanxes                                  | 933-951                | Ramir II               | Hom l'ha anomenada també Teresa.                                                  | [ 17 ] [ 18 ]          |
| Urraca Fernández                               | 951-956                | Ordoni III             | Casada després amb Sanç II Abarca.                                                | [ 19 ] [ 20 ] [ 21 ]   |
| Urraca Fernández                               | 958-960                | Ordoni IV              | Casada després amb Sanç II Abarca.                                                | [ 19 ] [ 20 ] [ 21 ]   |
| Teresa Ansúrez                                 | 960-966                | Sanç I                 |                                                                                   | [ 22 ] [ 23 ] [ 21 ]   |
| Sança Gómez                                    | 980-984                | Ramir III              |                                                                                   | [ 24 ] [ 21 ]          |
| Velasquita Ramírez                             | 985-989                | Beremund II            | Repudiada.                                                                        | [ 22 ] [ 25 ] [ 21 ]   |
| Elvira Garcia                                  | 992-999                | Beremund II            |                                                                                   | [ 22 ] [ 21 ]          |
| Elvira Menéndez                                | 1010-1022              | Alfons V               |                                                                                   | [ 21 ] [ 26 ] [ 22 ]   |
| Urraca Garcés                                  | 1023-1028              | Alfons V               |                                                                                   | [ 21 ] [ 27 ] [ 28 ]   |
| Ximena Sanxes                                  | 1034-1037              | Beremund III           |                                                                                   | [ 22 ] [ 29 ]          |
| Dinastia Ximena                                |                        |                        |                                                                                   |                        |
| Ferran I de Lleó                               | 1037-1065              | Sança                  | No va ser sols consort, sinó rei iure uxoris de Lleó.                             | [ 21 ] [ 30 ] [ 31 ]   |
| Alberta                                        | 1072                   | Sanç II                | Primera reina consort de Castella. Es desconeixen origen i filiació.              | [ 22 ] [ 32 ]          |
| Agnès d'Aquitània                              | 1074-1078              | Alfons VI              |                                                                                   | [ 22 ] [ 33 ]          |
| Constança de Borgonya                          | 1079-1093              | Alfons VI              |                                                                                   | [ 22 ] [ 33 ]          |
| Berta                                          | 1095-1099              | Alfons VI              |                                                                                   | [ 22 ] [ 33 ]          |
| Isabel                                         | 1099-1107              | Alfons VI              | Princesa musulmana que havia mantingut relacions abans amb Alfons VI.             | [ 22 ] [ 33 ]          |
| Beatriu                                        | 1108-1109              | Alfons VI              |                                                                                   | [ 22 ] [ 34 ]          |
| Alfons I d'Aragó                               | 1109-1114              | Urraca I               |                                                                                   | [ 35 ] [ 22 ]          |
| Berenguera de Barcelona                        | 1128-1149              | Alfons VII             |                                                                                   | [ 36 ] [ 22 ]          |
| Riquilda de Polònia                            | 1152-1157              | Alfons VII             |                                                                                   | [ 22 ] [ 37 ]          |
| Urraca de Portugal                             | 1165-1175              | Ferran II              |                                                                                   | [ 22 ] [ 38 ]          |
| Teresa Fernández de Traba                      | 1178-1180              | Ferran II              |                                                                                   | [ 22 ] [ 38 ]          |
| Urraca López de Haro                           | 1187-1880              | Ferran II              |                                                                                   | [ 22 ] [ 39 ] [ 38 ]   |
| Teresa de Portugal                             | 1191-1194              | Alfons IX              |                                                                                   | [ 22 ] [ 40 ]          |
| Berenguera de Castella                         | 1197-1204              | Alfons IX              | Reina de Castella. Els regnes s'uneixen definitivament en el seu fill Ferran III. | [ 22 ] [ 40 ]          |
| Unió definitiva dels regnes de Lleó i Castella |                        |                        |                                                                                   |                        |